# Subligny, Cher

Subligny este o comună în departamentul Cher, Franța. În 1 ianuarie 2022 avea o populație de 337 de locuitori.